# 223
223 (CCXXIII) var ett normalår som började en onsdag i den julianska kalendern.

## Händelser

### Okänt datum
- Liu Bei försöker leda ett fälttåg för att återta Jingzhou och hämnas Guan Yu.
- Liu Shan blir den andre kejsaren av kungariket Shu när hans far Liu Bei dör.

## Avlidna
- Liu Bei, kinesisk krigsherre och grundare av kungariket Shu Han
- Ma Chao, officer under Liu Bei under De tre kungadömenas period (han är också en av De fem tigergeneralerna)